# Panewka stawu biodrowego

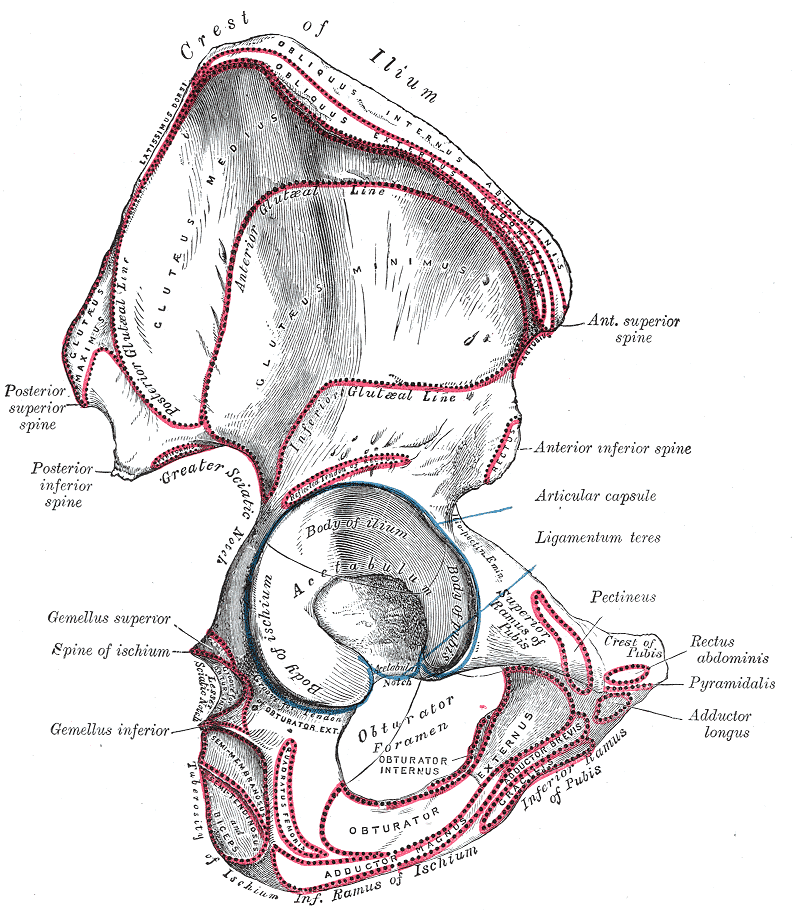
Kość miedniczna. Panewka (acetabulum) w środkowej części ilustracji, zaznaczona na niebiesko

Panewka stawu biodrowego (łac. acetabulum) – struktura anatomiczna w kości miednicznej tworząca powierzchnię stawową w stawie biodrowym. Obejmuje kość udową.
U człowieka kieruje się ona w bok i do przodu. Na samym jej dnie znajduje się dół panewki (fossa acetabuli). Znajduje się tam tkanka tłuszczowa i kosmki maziowe. Znajduje się tam również przyczep więzadła głowy kości udowej, zwanego także więzadłem obłym kości udowej. Ma ono dwie odnogi i sąsiaduje oprócz tłuszczu dołu panewki także z głową kości udowej, a ściślej – z jej chrząstką stawową.
Wokoło dołu panewki znajduje się powierzchnia księżycowata (facies lunata), pokryta tkanką chrzęstną, o kształcie zgodnym z nazwą. Panewkę przedłuża trójkątny obrąbek panewkowy (labrum acetabuli), zwiększając powierzchnię przylegania do głowy kości udowej. Ponad wcięciem panewki tworzy on też więzadło poprzeczne panewki, pod którym wchodzi do niej unaczyniająca ją tętnica: gałąź panewkowa tętnicy zasłonowej.